# Lucio Silla
Lucio Silla („Lucius Sulla“) ist eine Opera seria (Dramma per musica) in drei Akten von Wolfgang Amadeus Mozart (KV 135). Sie handelt von dem römischen Diktator Lucius Cornelius Sulla Felix und dessen – historisch verbürgtem – Rücktritt.

## Orchesterbesetzung
2 Flöten, 2 Oboen, 2 Fagotte, 2 Hörner, 2 Trompeten, 2 Pauken, Streicher, Cembalo

## Handlung
Die Handlung spielt in Rom im Jahr 79 v. Chr.: Cecilio, den Silla wie viele andere seiner Feinde aus Rom verbannt hatte, ist heimlich nach Rom zurückgekehrt, um seine Braut Giunia wiederzusehen. Diese ist die Tochter des Gaius Marius, Sillas Todfeind. Silla will Giunia zwingen, ihn zu heiraten, diese lehnt aber ab. Heimlich treffen sich Cecilio und Giunia. Sillas Schwester Celia liebt derweil Cecilios Freund Cinna. Cecilio will Silla ermorden, scheitert aber und wird ins Gefängnis geworfen. Dort nehmen Cecilio und Giunia Abschied voneinander. Doch Silla lässt schließlich Gnade walten: Er verzichtet auf Giunia und gibt sie Cecilio zur Frau. Auch Celia und Cinna dürfen heiraten. Alle Verbannten können heimkehren, Silla tritt zurück und stellt die Republik wieder her.

## Musik
Lucio Silla ist nach Mitridate, re di Ponto Mozarts zweiter Beitrag zur Gattung der Opera seria. Die Musik bietet eine große Vielfalt verschiedener Ausdrucksformen und Charaktere. Am Ende des ersten Akts sind mehrere Nummern zu einer großen Szene verbunden. Grabes- und Gefängnisszenen gaben Mozart Gelegenheit zu einer äußerst individuellen und expressiven Musik. An drei Stellen – in jedem Akt ein Mal – tritt auch der Chor auf.

## Entstehung
Mozart schrieb Lucio Silla für die Mailänder Karnevalsaison 1773. Den Auftrag bekam er bereits in Verona im März 1771 nach dem großen Erfolg seines Mitridate (ebenfalls in Mailand). Der Text stammt von Giovanni di Gamerra (1743–1803), dessen Vorliebe für Schauriges und Unheimliches – er ließ die Leiche seiner Frau ausgraben und verbrennen, um ihre Asche immer mit sich führen zu können – sich auch im Libretto niederschlägt. Er sandte seinen Text zur Durchsicht an den Altmeister der Opera seria, Pietro Metastasio, der daran auch einige Veränderungen vornahm.
Die Arien schrieb Mozart, wie üblich, im Rahmen der Proben den Sängern auf den Leib. Die virtuose Rolle der prima donna Giunia sang Anna de Amicis Buonsolazzi und den primo uomo Cecilio verkörperte der bekannte Soprankastrat Venanzio Rauzzini, für den Mozart nebenher auch die Kantate Exsultate, jubilate KV 165 schrieb. Für die Titelrolle war ursprünglich der Tenor Arcangelo Cortoni vorgesehen, der jedoch wegen Krankheit absagte und durch den völlig bühnen-unerfahrenen Kirchensänger Bassano Morgnoni ersetzt wurde. Im Hinblick auf das beschränkte Vermögen des Letzteren vertonte Mozart von den vier für Silla vorgesehenen Arien nur zwei, wodurch die Titelpartie musikalisch nur eine Nebenrolle ist. Die Partie des secondo uomo Cinna wurde nicht von einem Kastraten, sondern von einer Frau als Hosenrolle gesungen. Für das Bühnenbild waren die Brüder Fabrizio, Bernardino und Giovanni Antonio Galliari verantwortlich.
Die Uraufführung fand am 26. Dezember 1772 statt. Obwohl die Oper ein großer Erfolg war, bekam Mozart in Italien keine weiteren Aufträge mehr.

## Einspielungen (Auswahl)
- mit Arleen Augér, Julia Varady, Edith Mathis, Helen Donath, Peter Schreier, Werner Krenn, Salzburger Rundfunk- und Mozarteumchor, Mozarteumorchester Salzburg, Leopold Hager (3 CDs; Deutsche Grammophon, 1975; später wiederveröffentlicht in: Complete Mozart Edition – Early Italian Operas, Philips)
- mit Edita Gruberová, Cecilia Bartoli, Dawn Upshaw, Yvonne Kenny, Peter Schreier, Concentus Musicus Wien, Arnold Schoenberg Chor, Nikolaus Harnoncourt (2 CDs; Teldec, 1989/1990)
- mit Annick Massis, Monica Bacelli, Veronica Cangemi, Julia Kleiter, Roberto Saccà, Stefano Ferrari, Teatro La Fenice di Venezia Orchestra, Tomas Netopil (2 CDs; Dynamic, 2006/2007)